# Área de Conservação da Paisagem de Kiigumõisa
A Área de Conservação da Paisagem de Kiigumõisa é um parque natural situado no condado de Järva, na Estónia.
A sua área é de 170 hectares.
A área protegida foi designada em 1981 para proteger as fontes de Kiigumõisa e um pequeno lago de Määrasmäe (em estoniano:  Määrasmäe allikajärv). Em 2005, a unidade de conservação foi reformulada para área de preservação paisagística.